# Oksalna kiselina
Oksalna kiselina (franc. oxalique, prema grč. rij.-kiselina) je -etan-dikarboksilna kiselina, HOOC-COOH 2H2O, najjednostavnija dikarboksilna kiselina, obično kao dihidrat u obliku bezbojnih hlapljivih kristala. U obliku svojih soli (oksalati) nalazi se u kiselici, rabarbari, špinatu, rajčici i dr. biljkama te u guanu. U većim količinama oksalna kiselina i njezine soli djeluju otrovno na ljudski organizam.
Proizvodi se dehidrogenacijom natrijeva formijata te oksidacijom propena ili ugljikohidrata, a rabi se u tekstilnoj industriji, za bijeljenje kože, drva i slame, za čišćenje metala, kao reagens u kemijskoj analizi.